# Paolo Frangipane
Paolo Frangipane (n. 11 iulie 1979 în Buenos Aires, Argentina) este un fotbalist argentinian ce joacă drept mijlocaș central ofensiv. Este remarcat prin tehnica sa dezvoltată de joc.
După perioada sa la juvenili, Frangipane a trecut pe la diferite cluburi:
- Deportivo Español (1996–2000)
- Tigre (2001–2002)
- Los Andes (2002–2003)
- Gimnasia y Esgrima de Jujuy (2003–2004)
- Huracán de Tres Arroyos (2004–2005)
- Belgrano (2005–2006)
- Deportivo Calí (2006–2008
- CFR 1907 Cluj (2009).